# Église morave - Province des Antilles orientales
The Moravian Church - East West Indies Province (Église morave - Province des Antilles orientales) est une des provinces de la Communion Unitas Fratrum qui rassemble les Frères moraves des Petites Antilles. Elle est membre du Conseil œcuménique des églises et de la Conférence des Églises de la Caraïbe.

## Historique
En 1731, Nikolaus Ludwig von Zinzendorf assiste au sacre de Christian VI de Danemark, où il rencontre un esclave d'origine africaine de Saint Thomas dans les Indes occidentales danoises. Zinzendorf l'invite à Herrnhut, pour donner aux Moraves un témoignage oculaire des conditions terribles des esclaves dans les plantations. 
Deux missionnaires moraves partent à Saint-Thomas en 1732. L'Église morave, dans les Petites Antilles est créée. Pendant le premier siècle de sa vie, l'Église a été administrée par un conseil de mission depuis Herrnhout. 
En 1879, une province synodale de l'Église morave des Antilles orientales est constituée. L'Église est cependant fortement dépendante des provinces du continent jusqu'en 1967, quand il lui est accordé une pleine autonomie.

## Organisation
L'église est composée de six conférences (districts) sur quatre territoires :
- Îles Vierges des États-Unis :

1. Saint Thomas,
2. Saint John,
3. Sainte-Croix ;

- Îles Vierges britanniques :

1. Tortola ;

- Saint-Christophe-et-Niévès ;
- Antigua-et-Barbuda ;
- Barbade ;
- Trinité-et-Tobago.